# Hofdegen Herzog Ferdinands von Braunschweig-Lüneburg

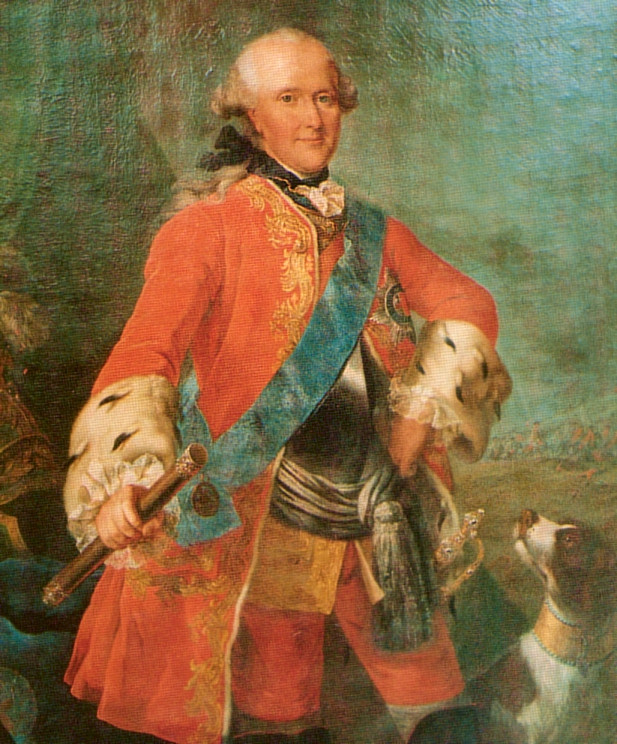
Prinz Ferdinand Braunschweig

Der Hofdegen Herzog Ferdinands von Braunschweig-Lüneburg ist eine Prunk- bzw. Blankwaffe, die um 1760 gefertigt wurde. Sie war ein Geschenk des Welfenherzogs Ferdinand von Braunschweig-Wolfenbüttel an den britischen Marschall George Howard. 

## Herkunft
Frühere Einordnungen von Claude Blair (1965) und Alexander Norman (1980) vermuteten die Entstehung in einer Dresdener Werkstatt um 1750. Der Kunsthistoriker Dirk Syndram konnte jedoch zeigen, dass die Gestaltung eher in einer hugenottischen Werkstatt für Galanteriewaren entstanden sein muss. Der Emaildekor, die Einlagen mit Perlmutt und der Besatz mit Edelsteinen spreche eher für Herkunft aus Berlin zur Zeit Friedrichs II. Da sich keine Marken auf der Waffe befinden, ist eine exakte Bestimmung nicht möglich.

## Beschreibung
Der Degen wurde nicht für den Kampf hergestellt. Er misst etwa 95 Zentimeter. Die Klinge trägt beidseitig die spanische Devise VN D·IOS VNA LEI YUN REI („Ein Gott, ein Gesetz und ein König“). Das  Gefäß ist etwas kürzer als 15 Zentimeter. Mehrere Teile (u. a. Knauf, Bügel und Parierstange) sind aus Gold. Der Besatz besteht aus geschliffenen Diamanten sowie silberngefassten Rosetten und Kelchen. Am heutigen Degen fehlen das Geschiebe und sechs kleinere Diamanten. Sie sind nach 1963 im National Army Museum verloren gegangen. Die Scheide ist mit Fischhaut eingekleidet.

## Geschenk und Eigentum
Herzog Ferdinand erwarb den Hofdegen vom Wolfenbütteler Hoffaktor Samson Gumpel. Im Dezember 1762 wurde der Degen George Howard für seine Dienste verliehen. Am 7. Dezember 1762 bedankte sich Howard mit einem Brief für das Geschenk. Der Degen blieb bis zum Ende des 20. Jahrhunderts Eigentum der Familie und war zuletzt im National Army Museum in Chelsea ausgestellt.

## Ankauf
2022 wurde der Hofdegen durch das Herzog Anton Ulrich-Museum in Braunschweig mit Unterstützung der Kulturstiftung der Länder, der Ernst von Siemens Kunststiftung und des Freundeskreis des Museums erworben. Die in Bremen ansässige Galerie Neuse vermittelte dabei.

## Bewertung
Der Erhaltungszustand des Degens ist gut. Er ist ein außerordentliches Exemplar der Goldschmiedekunst des späten Rokoko und soll in das Verzeichnis des national wertvollen Kulturgutes aufgenommen werden.